# Sandberg (Platt)
Der Sandberg ist eine 339 m ü. A. hohe Erhebung im Weinviertel (Niederösterreich). Er liegt im Gemeindegebiet von Zellerndorf beim Ortsteil Platt, nahe der Gemeindegrenze zu Sitzendorf an der Schmida.
Der Sandberg ist zwar relativ flach, überragt aber die benachbarten Ortschaften Platt und Roseldorf doch um fast 100 Meter. Bedeutsam ist er vor allem durch die Keltensiedlung Sandberg, die ab dem 4. Jahrhundert v. Chr. bis in das 1. Jahrhundert v. Chr. bestand und die größte keltische Stadt sowie eine der am längsten bewohnten keltischen Ortschaften Österreichs war. Sie ist Gegenstand zahlreicher Ausgrabungen und war die älteste Münzprägestätte in Österreich. Es finden sich außerdem so viele keltische Heiligtümer hier wie nirgends sonst in keltischen Siedlungen.
Nachgewiesen sind weitreichende Handelsbeziehungen bis Bayern, Rheinland, Böhmen und in den pannonisch-ungarischen Raum. Bei der Aushebung des Fundaments vom Aussichtsturm am Sandberg wurden Scherben aus der Lengyel-Zeit gefunden. Eine Vorkeltische Besiedelung des Gebietes ist damit zwar nicht ausgeschlossen, aber nicht nachgewiesen.
Von weitem sichtbar ist der Sandberg durch die Aussichtswarte „Keltenturm“. Diese mehrstöckige Holzkonstruktion von etwa 20 Meter Höhe bietet über die gesamte Region des Schmida- und Pulkautales eine Rundsicht, die im Norden nach Znaim und Mähren, im Süden bis zum Alpenvorland reicht.